# Beca
Una beca és una aportació monetària que es concedeix a aquells estudiants o investigadors que no compten amb suficients recursos econòmics per poder dur a terme els seus estudis o investigacions, així com també la seva manutenció segons les circumstàncies i el tipus de beca.
Es tracta d'una quantitat de diners que es concedeix a una persona que cursi, acabi o completi uns estudis per tal que pugui adquirir o ampliar coneixements sense les dificultats econòmiques. El seu destinatari és un individu concret dedicat a l'estudi en general.
Les aportacions econòmiques poden provenir d'organismes oficials (ministeris, administracions autonòmiques, entitats locals, etc.) o d'institucions privades (empreses, entitats financeres, fundacions, associacions, etc.).
Les beques es poden classificar en dos tipus fonamentals: generals, per fer els estudis ordinaris; o poden pertànyer a programes específics, com intercanvis educatius (les beques Erasmus, per exemple), pràctiques laborals en empreses, etc.
En els darrers anys ha augmentat la demanda d'estudiants universitaris per a la realització de pràctiques professionals en empreses. És interessant per tal d'enriquir el currículum mitjançant una beca de pràctiques o Ocupacional, on es publiquen nombroses ofertes de pràctiques i primera feina.

## Tipus de beques acadèmiques
- Beques d'ajuda als estudis
- Beques parcials o totals
- Beques d'investigació
- Beques obertes
- Beques tancades
- Beques postgraus
- Beques postdoctorats
- Beques de treball
- Beques per aprenentatge d'idiomes
- Beques de col·laboració
- Beques per intercanvi d'alumnes